# Bouc-Bel-Air
Bouc-Bel-Air je město ve Francii v departementu Bouches-du-Rhône.

## Poloha
Bouc-Bel-Air leží 13 kilometrů jižně od Aix-en-Provence. Obec je součástí společenství Communauté d’agglomération du Pays d’Aix.

## Etymologie názvu
Po francouzské revoluci zněl název obce Bouc. Následně v letech 1814 až 1831 nesla název Albertas. Poté získala opět své staré pojmenování Bouc, ke kterému byla v roce 1907 přidána přípona Bel-Air.

## Pamětihodnosti
- Farní kostel sv. Ondřeje
- Kaple Notre Dame de l'Espérance ze 12. století
- Albertaské zahrady z 18. století

## Znak obce
V modrém gotickém štítě se nachází doprava otočený zlatý jelen ve skoku.

## Dopravní obslužnost
Nedaleko obce je křižovatka dálnice A517 s dálnicí A51. Tato dálnice spojuje Bouc-Bel-Air s Marseille a Aix-en-Provence.

## Vývoj počtu obyvatel
| Rok            | 1962 | 1968 | 1975 | 1982 | 1990  | 1999  | 2008  |
| Počet obyvatel | 2158 | 3210 | 4533 | 8714 | 11512 | 12297 | 13437 |